# Gracia Kasoki Katahwa
Gracia Kasoki Katahwa, née le 4 juin 1986 à Kinshasa au Zaïre, est une infirmière et une femme politique québécoise au niveau municipal.
Membre du parti politique Projet Montréal, elle est depuis 2021 mairesse de l'arrondissement de Côte-des-Neiges–Notre-Dame-de-Grâce à Montréal, au Québec. À ce titre, elle est la première femme noire à accéder à la mairie d'un arrondissement montréalais. Depuis 2024, elle est membre du comité exécutif de la Ville de Montréal en tant que responsable des ressources humaines, de la lutte au racisme et aux discriminations systémiques. Elle est aussi conseillère déléguée de la mairesse Valérie Plante pour la réconciliation avec les peuples autochtones.

## Biographie
Née le 4 juin 1986 à Kinshasa au Zaïre, Gracia Kasoki Katahwa immigre au Canada à l'âge de trois ans. Elle grandit dans le quartier Sainte-Foy à Québec.
En 2009, elle obtient son baccalauréat de l'Université Laval en sciences infirmières. Elle déménage alors à Montréal, dans le quartier Côte-des-Neiges, et commence à travailler pour l'Hôpital général juif. Elle y travaille pendant dix ans. Au cours de ces années, elle s'implique dans différents organismes à but non lucratif comme le Réseau des entrepreneurs et professionnels africains (RÉPAF), Force Jeunesse et la Jeune Chambre de commerce de Montréal. Elle complète également une en administration publique à l'École nationale d'administration publique et complète ses cours de maîtrise en droit et politique de la santé à l'Université de Sherbrooke.
En 2020, elle obtient un poste d'infirmière gestionnaire au CIUSSS de l'Ouest-de-l'Île-de-Montréal. De 2018 à 2024, elle est également administratrice de l'Ordre des infirmières et infirmiers du Québec (OIIQ).

## Carrière politique
En 2021, elle se présente à la mairie de Côte-des-Neiges–Notre-Dame-de-Grâce sous la bannière de Projet Montréal. Elle fait alors partie d'une nouvelle vague de candidatures reflétant la volonté de Projet Montréal de diversifier son équipe,,. Lors de son élection, elle crée la surprise en emportant une courte victoire contre son opposant principal Lionel Perez, candidat du parti Ensemble Montréal. Elle devient alors la première femme noire mairesse d'un arrondissement montréalais.
En 2024, elle est nommée au comité exécutif de la Ville de Montréal à titre de responsable des ressources humaines, de la lutte au racisme et aux discriminations systémiques. Elle est également conseillère déléguée de la mairesse Valérie Plante pour la réconciliation avec les peuples autochtones.
En 2025, elle annonce sa candidature à la course à la chefferie de Projet Montréal. Elle arrive toutefois en deuxième position avec 41 % des voix et est défaite par Luc Rabouin, maire du Plateau-Mont-Royal, qui remporte l'élection avec près de 59 % des voix. 